# Psammodromus occidentalis
Psammodromus occidentalis (західноіберійська піщана ящірка) — вид ящірок родини ящіркових (Lacertidae). Мешкає в Іспанії і Португалії. Раніше представників цього виду відносили до Psammodromus hispanicus, однак у 2012 році їх виділено в окремий вид разом з Psammodromus edwarsianus

## Поширення й екологія
Західноіберійські піщані ящірки мешкають на заході Іспанії та на більшій частині Іспанії. Вони живуть у піщаних і кам'янистих місцевостях, порослих невисокими травами й чагарниками, а також у соснових і дубових рідколіссях та на сухих прибережних піщаних дюнах. У горах зустрічаються на висоті до 1150 м над рівнем моря, однак переважно поширені на висоті до 300 м над рівнем моря. Живляться павуками, цикадами, мурахами та жуками. У внутрішніх районах з листопада по лютий ящірки впадають у сплячку, а в спекотні літні місяці обмежено активні, на півдні ареалу активні протягом всього року.

## Охорона
Psammodromus occidentalis охороняється в Європі і занесена до Додатку ІІІ Бернської конвенції (охоронна категорія: вид підлягає охороні).